# Francisco Nazareno
Francisco Nazareno (* Guayaquil, Ecuador, 13 de diciembre de 1993). es un futbolista ecuatoriano que juega de mediocampista en el Delfín SC de la Serie B de Ecuador.

## Clubes
| Club                    | País    | Año   |
| ----------------------- | ------- | ----- |
| Barcelona SC            | Ecuador | 2008  |
| Independiente del Valle | Ecuador | 2009  |
| Deportivo Quito         | Ecuador | 2010  |
| Barcelona SC            | Ecuador | 2011  |
| Norte América           | Ecuador | 2012  |
| Imbabura SC             | Ecuador | 2012  |
| Delfín SC               | Ecuador | 2013- |

## Palmarés

### Campeonatos nacionales
| Título            | Club      | País    | Año  |
| ----------------- | --------- | ------- | ---- |
| Segunda Categoría | Delfín SC | Ecuador | 2013 |